# Tallium(I)-hidroxid
A tallium(I)-hidroxid vagy tallium-hidroxid szervetlen vegyület, a tallium hidroxidja. Benne a tallium oxidációs száma +1, képlete TlOH. Erős bázis. A Tl+ ion hasonlít az alkálifém-ionokra, mint például a Li+ vagy K+.

## Előállítása
Előállítható tallium(I)-szulfát és bárium-hidroxid reakciójával:
{\displaystyle \mathrm {Tl_{2}SO_{4}+Ba(OH)_{2}\rightarrow BaSO_{4}+2\ TlOH} }

## Felhasználása
Felhasználható szerves kémiai szintézishez a Suzuki-kapcsolási reakcióban. Használható az ózon kimutatására is, a vizes oldatával átitatott papírlap ózonnyomok hatására megbarnul.

## Fordítás
- Ez a szócikk részben vagy egészben  a   Thallium(I) hydroxide című angol Wikipédia-szócikk ezen változatának fordításán alapul.  Az eredeti cikk szerkesztőit annak laptörténete sorolja fel. Ez a jelzés csupán a megfogalmazás eredetét és a szerzői jogokat jelzi, nem szolgál a cikkben szereplő információk forrásmegjelöléseként.
- Ez a szócikk részben vagy egészben  a   Thallium(I)-hydroxid című német Wikipédia-szócikk ezen változatának fordításán alapul.  Az eredeti cikk szerkesztőit annak laptörténete sorolja fel. Ez a jelzés csupán a megfogalmazás eredetét és a szerzői jogokat jelzi, nem szolgál a cikkben szereplő információk forrásmegjelöléseként.